# DEFLATE
Deflate (v angličtině doslova vyfouknutí/splasknutí) je algoritmus a formát pro bezeztrátovou kompresi dat. Vyvinul jej původně americký programátor Phil Katz pro druhou verzi svého komprimačního programu PKZIP (a jeho formátu ZIP) a jeho firma PKWare na něj také držela od roku 1990 patent. Protože však byl patentován konkrétní algoritmus, přestože lze stejného výsledku dosáhnout i alternativními algoritmy, byl datový formát veřejně specifikován v rámci RFC 1951 a rychle se rozšířily mnohé alternativní implementace, přičemž významnými a rozšířenými se staly zejména ty v knihovnách gzip a zlib. Formát byl také zahrnut do dalších standardů, například formátu PNG, OpenDocument a PDF. Komprese je založena na kombinaci metody LZ77 a Huffmanova kódování, přičemž způsob hledání nejvhodnější kompatibilní komprese není jednoznačně určen a tak některé alternativní implementace nabízí lepší kompresní poměr než jiné. Například v roce 2013 zveřejnila společnost Google implementaci Zopfli, která na webovém obsahu dosahuje kompresního poměru lepšího o zhruba 3 až 8 % než zlib.